# NGC 166
NGC 166 ist eine Spiralgalaxie mit aktivem Galaxienkern vom Hubble-Typ Sa im Sternbild Walfisch südlich der Ekliptik. Sie ist schätzungsweise 270 Millionen Lichtjahre von der Milchstraße entfernt und hat einen Durchmesser von etwa 70.000 Lj.
Im selben Himmelsareal befinden sich u. a. die Galaxien IC 27 und IC 28.
Das Objekt wurde im Jahr 1886 von dem amerikanischen Astronomen Francis Preserved Leavenworth entdeckt.